# Cynopterus minutus
Cynopterus minutus é uma espécie de morcego da família Pteropodidae. Pode ser encontrada na Indonésia, Malásia e Brunei.